# Pastis Duval
Le Pastis Duval est une marque française de pastis créée à la fin des années 1930.
La boisson se boit habituellement dans la proportion d'un volume de pastis pour cinq d'eau.

## Histoire
Le major Dubied fonde une distillerie de boissons anisées dans laquelle il élabore de l'absinthe en 1798 avant que Fritz Duval, son neveu, le rejoigne alors à la fin du XIXe siècle.
Le Pastis Duval est un Pastis de Marseille.